# Saison 2015-2016 de l'OGC Nice
Maillots
Chronologie
Saison précédente Saison suivante
La saison 2015-2016 de l'OGC Nice voit le club s'engager dans trois compétitions que sont la Ligue 1, la Coupe de France, et la Coupe de la Ligue.
L'équipe sudiste réalise une bonne première partie de saison où Nice termine 5e avec 29 points. Cette saison est marquée par l'arrivée d'un ancien champion de France : Hatem Ben Arfa qui marquera les esprits avec 7 buts lors de la première partie de saison et l'éclosion de jeunes joueurs comme Vincent Koziello, Valère Germain ou Alassane Pléa.

## Résumé de la saison

### Championnat
L'OGC Nice, qui a fait une très bonne préparation (4 victoires, 1 nul, 1 défaite) ponctuée par un résultat surprenant face au SSC Napoli (3-2 pour le Gym) pour un match amical de gala à l'Allianz Riviera, commence sa 1re saison d'affilée en Ligue 1 par un derby à domicile face à l'AS Monaco. Valère Germain, prêté par... l'AS Monaco, ouvre le score grâce à une passe décisive d'Alassane Plea, son coéquipier qui entame sa 2e saison à l'OGC Nice. Nice arrive avec l'avantage au score à la mi-temps mais doit faire face aux blessures en première mi-temps de Mathieu Bodmer (remplacé par Kévin Gomis) et du gardien Simon Pouplin (remplacé par Mouez Hassen), et à l'expulsion du jeune Olivier Boscagli (17 ans) qui commence la saison au poste d'arrière gauche, après le départ de Jordan Amavi (Aston Villa) et la blessure de Niklas Hult. Au retour de la pause, Monaco inscrit deux buts par l'intermédiaire de Bernardo Silva et de Layvin Kurzawa et l'OGCN perd son premier match 2 buts à 1. 
Pour le premier match extérieur de la saison, les joueurs de Claude Puel se déplacent à Troyes pour affronter l'ESTAC Troyes. L'OGC Nice doit faire sans la majeure partie de sa défense (Bodmer, Genevois, Lloris, Hult, Boscagli) et effectue un match avec une défense remaniée : Mahamane Traoré, milieu défensif qui n'a plus joué depuis mai 2014 pour cause de blessure, joue au poste de latéral droit, et Jonathan Correia, jeune joueur de la CFA qui n'a pas effectué la préparation avec les pros, joue au poste de latéral gauche.
Corentin Jean, attaquant de l'ESTAC prêté par l'AS Monaco, ouvre le score dès la 3e minute de jeu. Quelques minutes plus tard, Jonathan Martins-Pereira fait une faute sur Alassane Plea dans sa surface, et provoque un penalty, transformé par la première recrue du Gym, Hatem Ben Arfa, qui n'avait plus inscrit de but en Ligue 1 depuis plus de 5 ans. Alassane Plea double la mise plus tard sur un service de Valère Germain et, avant la pause, une des recrues niçoises, Maxime Le Marchand, défenseur central arrivé du Havre, inscrit le 3e but niçois. Avant ça, Chris Mavinga reçoit un carton rouge pour accumulation de cartons jaunes et laisse les Troyens à 10.
70e, Claude Puel sort Hatem Ben Arfa, et les Niçois sont chamboulés. Tout d'abord, Fabien Camus inscrit un but magnifique qui relance les joueurs du stade de l'Aube. Et Thiago, qui vient d'entrer un jeu, inscrit le but de l'égalisation pour Troyes dans le temps additionnel. 2 points perdus par l'OGC Nice et Claude Puel qui affiche une grosse colère en conférence de presse.
Avec un point pris en 2 matchs, le Gym reçoit une équipe de Caen qui a bien débuté le championnat. Hatem Ben Arfa, à la suite d'une belle percée solitaire, et Alassane Plea d'un tir croisé, trompent Vercoutre pour un score final de 2-1. Le week-end suivant, Nice ira prendre un point sur la pelouse d'Angers, autre équipe qui tourne bien ce début de saison (1-1, but de Germain).
Après la trêve internationale, le Gym va concéder sa deuxième défaite de la saison (et à domicile), face à une belle équipe de Guingamp qui aura su jouer en contre et contenir les offensives niçoises. Score final 0-1.
C'est sans ses supporters que le Gym se déplace en terres corses pour affronter Bastia pour le compte de la 6e journée de Ligue 1 et Nice compte seulement 5 points pris en 4 match. Une belle prestation des Niçois leur permettra de ramener les 3 points et de fêter cette victoire avec leurs supporters au centre d'entrainement, à leur retour. Des buts de Papy Mendy, Valère Germain et Saïd Benrahma porteront le score à 1-3 pour les Niçois. 
La semaine suivante, Nice va enchainer lors de la réception des Girondins de Bordeaux. C'est pourtant Bordeaux qui, dès la 6e minute de jeu, va ouvrir le score par l'intermédiaire de Jaroslav Plasil. La révolte niçoise viendra de Valère Germain à la 33e minute de jeu qui signera son 4e but de la saison. Juste avant la mi-temps (42e) c'est Mickaël Le Bihan, dernière recrue du Gym en date et meilleur buteur de Ligue 2 la saison dernière avec Le Havre, qui ouvrira son compteur but en Ligue 1 en portant le score à 2-1. Au retour des vestiaires, le jeune attaquant des Girondins de Bordeaux, Enzo Crivelli, écopera d'un carton rouge direct pour un tacle dangereux sur Jérémy Pied (50e). Les Girondins à dix contre onze vont concéder très vite un troisième but après un bon travail de Mickaël Le Bihan qui poussera Pallois, le défenseur bordelais à marquer ce but contre son camp. Le Gym mène 3-1 à la 51e minute de jeu mais continue de pousser. C'est Hatem Ben Arfa qui conduira le Gym vers un score fleuve en marquant son troisième (68e) et son quatrième (75e) but de la saison. Enfin, à la 85e minute de jeu, c'est le jeune Alexandre Mendy qui marquera son premier but chez les pros, pour porter le score à 6-1.
C'est une nouvelle fois sans ses supporters que Nice se déplace en terre stéphanoise. Dès la cinquième minute de jeu, le jeune Vincent Koziello (premier but en Ligue 1) ouvre la marque dans le chaudron. L'ASSE égalisera vite, à la 19e minute par leur capitaine Loic Perrin. D'une belle reprise du gauche, Hatem Ben Arfa redonnera l'avantage aux siens à la 39e avant de doubler la marque (deuxième doublé après celui contre Bordeaux à la journée précédente) dans les arrêts de jeu de la première période au terme d'une action individuelle où il aura éliminé 5 joueurs de l'équipe adverse. Au soir de cette 8e journée de Ligue, Hatem Ben Arfa est meilleur buteur de Ligue avec 6 réalisations. Jean-Michaël Seri portera le score à 1-4 pour le Gym à la 53e. À l'heure de jeu, Papy Mendy écopera d'un carton rouge très sévère (qui sera retiré par la commission de discipline quelques jours plus tard) distribué par Bartolomeu Valera, puis Maxime Le Marchand subira la même sanction quelque peu sévère à la 82e, qui donnera un pénalty à Saint-Étienne, qui n'en profitera pas (pénalty raté par Bahebeck). À 10 contre 11 pendant une vingtaine de minutes puis à 9 contre 11 pendant une dizaine de minutes, le Gym tiendra son score et s'imposera 4-1 face cette belle équipe stéphanoise. Au soir de la 8e journée le Gym est meilleure attaque de Ligue 1, et deuxième meilleure attaque d'Europe. Les supporters iront une nouvelle fois faire la fête au centre d'entrainement avec le staff et les joueurs à leur retour de l'aéroport.
Le Gym va recevoir l'équipe du FC Nantes mais le département est en vigilance météo de niveau orange. Le match débute quand même et sera interrompu par des pluies diluvienne à la mi-temps. Le score était de 2-2 à la mi-temps (doublé de Germain) mais le match sera à rejouer en intégralité et les buts seront annulés.
10e journée du championnat, le Gym se déplace ensuite à Rennes. Mouez Hassen, titulaire depuis la blessure de Simon Pouplin lors de la réception de l'AS Monaco, qui se blesse avec l'Équipe de France Espoirs, c'est le 3e gardien Yoan Cardinale qui est titularisé par Claude Puel dans les cages, pour la première fois de sa carrière en L1. Mathieu Bodmer, le capitaine niçois, ouvrira la marque au quart d'heure de jeu puis Ben Arfa marquera son 7e but de la saison à la 53e minute de jeu. Mahamane Traoré portera le score à 0-3 pour Nice avant que le jeune Saïd Benrahma ne vienne marquer son deuxième but de la saison d'une belle frappe en pleine lucarne à la 80e minute de jeu. Rennes réduira la marque en fin de match à la 88e ! Score final 1-4 pour Nice.
En seulement 4 matchs (dont 3 à l’extérieur) le Gym aura marqué 17 buts pour 4 encaissés pour 12 points pris sur 12 possibles.
Pour le compte de la 11e journée, Nice se déplace chez la lanterne rouge, le Gazelec Ajaccio, en étant 5e du championnat et un match en retard (reporté contre Nantes). Dès la première minute de jeu c'est Pujol qui donnera l'avantage aux corses avant l'égalisation niçoise grâce à un but contre son camp de Fillipi à la 12e minute de jeu. Ce dernier redonnera l'avantage au Gazelec à la 32e minute. Après 4 victoires consécutives, le Gym s'incline 3-1 en terres corses chez le Gazelec qui se relance.
L'équipe de Nice accueille alors le LOSC pour la 12e journée. C'est le retour d'Hassen dans les cages niçoises après 2 matchs d'absence en championnat (plus un en Coupe de la Ligue à Caen), Pouplin étant toujours blessé. L'équipe de Lille affiche clairement ses ambitions de match nul en étant une des meilleures défenses du championnat tout en étant une des pires attaques. 0-0 sera le score final, à l'image d'un match très ennuyeux. Notons la performance défensive niçoise qui réalise un clean shoot pour la première fois de la saison.
Le mercredi suivant, le Gym rattrape son match en retard à domicile contre Nantes comptant pour la 9e journée qui s'était arrêté sur le score de 2-2 (doublé de Germain) à la mi-temps. La LFP avait décidé à l'issue de cette rencontre que le match serait à rejouer dans son intégralité et que les buts seraient annulés. Nantes remportera ce match 2 buts à 1 (but de Genevois pour Nice). Le Gym reste 8e à la suite de ces trois contre-performances (défaite à Ajaccio, nul et défaite à domicile contre Lille et Nantes)
Quelques jours après, le Gym se déplace au Stade Vélodrome pour y affronter l'Olympique de Marseille pour le compte de la 13e journée de L1 où ses supporters seront interdits de déplacement pour la 4e fois de la saison (sur 7 matchs à l’extérieur). Valère Germain marque son 5e but de la saison et le Gym remportera ce derby 1 à 0.
À la trêve internationale de novembre, le Gym est 6e du championnat avec 21 points. Durant cette trêve, Hatem Ben Arfa est convoqué par le sélectionneur Didier Deschamps, pour la première fois depuis 3 ans, pour jouer les matchs amicaux face à l'Allemagne au Stade de France (entré en cours de match) et à l'Angleterre au Wembley Stadium. Il est titularisé d'entrée de jeu pour cette deuxième rencontre, et a été remplacé à la mi-temps par le Munichois Kingsley Coman.
Nice accueille l'Olympique Lyonnais pour le compte de la 14e journée de championnat. Il s'agit du premier match depuis les attentats sanglants survenus le vendredi 13 novembre au Bataclan, aux abords du stade de France et dans les rues de Paris. Précédée par Nissa La Bella, la Marseillaise sera jouée alors pour la première fois à l'Allianz Riviera lors d'un match de l'OGC Nice en l'honneur des victimes des attentats. Une minute de silence accompagnera des milliers de bougies allumées par le kop Ultras Populaire Sud. Enfin au coup d'envoi, un mémorable « Daesh, Daesh on t'en..... » sera scandé par les supporteurs et repris par tout le stade, pour exprimer leur haine envers les terroristes. En première mi-temps, c'est Valère Germain qui ouvrira la marque d'un joli piqué, précédé par un festival de son coéquipier Jean-Michaël Seri, pour son 6e but de la saison. Au retour des vestiaires, sur un centre de Jérémy Pied, le défenseur lyonnais Mapou Yanga-Mbiwa inscrira un but contre son camp d'un tacle glissé qui trompera Lopes avant que le jeune Vincent Koziello ne vienne inscrire le but du 3-0 (son deuxième de la saison) après un beau une-deux avec Jérémy Pied. Avec 24 points le Gym est 4e du championnat derrière le PSG, l'OL et le SM Caen, et est la deuxième meilleure attaque du championnat (derrière le PSG) avec 30 buts marqués en 14 rencontres.

### Coupe de la Ligue
Alors que l'OGC Nice venait d'enchaîner 4 victoires en autant de rencontres et 17 buts inscrits, elle s'incline chez la lanterne rouge du championnat, le Gazelec Ajaccio, lors de la journée de championnat précédant ce déplacement à Caen. Elle se présente le mercredi suivant pour ces 16e de finale de Coupe de la Ligue, chez les Normands du Stade Malherbe de Caen. Claude Puel décide de faire tourner l'équipe en vue des prochaines rencontres. Il titularise, en attaque, les jeunes Alexandre Mendy et Paulin Puel, tandis que la cage niçoise est toujours gardée par Yoan Cardinale en l'absence de Mouez Hassen, habituel remplaçant de Simon Pouplin, blessé également. Dès la 14e minute de jeu, c'est Andy Delort qui ouvre la marque pour les Normands. En seconde mi-temps, c'est Alexandre Mendy, qui égalisera pour l'OGC Nice (deuxième but de la saison, après son but en championnat face à Bordeaux). Il marquera même son premier doublé chez les pros en donnant la victoire aux siens à la 92e minute durant les arrêts de jeu de la rencontre d'une frappe puissante qui ne laisse aucune chance à Rémy Vercoutre. Deux buts caennais avaient été refusés pour hors-jeu auparavant.
En parallèle à son très bon début de championnat, le Gym se qualifie pour les huitièmes de finale de la Coupe de la Ligue 2015. Il se déplace le 15 décembre à Guingamp...

## Effectif professionnel actuel
L'effectif professionnel de la saison 2015-2016 est entraîné par Claude Puel, assisté de son adjoint Frédéric Gioria et de son adjoint chargé des attaquants Guy Mengual, anciennement entraîneur des U19. L'entraîneur des gardiens est Lionel Letizi. Les préparateurs physiques sont Alexandre Dellal assisté de Benrard Cora et Emmanuel Vallance

## Transferts
| Nom                   | Nationalité   | Poste     | Transfert           | Fin du contrat  | Provenance/Destination   | Division       |
| --------------------- | ------------- | --------- | ------------------- | --------------- | ------------------------ | -------------- |
| Arrivées              |               |           |                     |                 |                          |                |
| Jean Seri             | Côte d'Ivoire | Milieu    | Transfert           | 2019            | Paços de Ferreira        | Liga NOS       |
| Mickaël Le Bihan      | France        | Attaquant | Transfert           | 2019            | Le Havre AC              | Ligue 2        |
| Maxime Le Marchand    | France        | Défenseur | Transfert           | 2018            | Le Havre AC              | Ligue 2        |
| Hatem Ben Arfa        | France        | Attaquant | Libre               | 2016            | Newcastle United         | Premier League |
| Paul Baysse           | France        | Défenseur | Prêt (OA levée)     | 2016            | AS Saint-Étienne         | Ligue 1        |
| Wallyson Mallmann     | Brésil        | Milieu    | Prêt avec OA        | 2016            | Sporting Portugal        | Liga NOS       |
| Ricardo Pereira       | Portugal      | Défenseur | Prêt sans OA        | 2017            | FC Porto                 | Liga NOS       |
| Valère Germain        | France        | Attaquant | Prêt sans OA        | 2016            | AS Monaco FC             | Ligue 1        |
| Jérémy Pied           | France        | Défenseur | Retour de prêt      | 2016            | EA Guingamp              | Ligue 1        |
| Alexandre Mendy       | France        | Attaquant | Retour de prêt      | 2016            | Nîmes Olympique          | Ligue 2        |
| Lucas Rougeaux        | France        | Défenseur | Retour de prêt      | 2017            | EFC Fréjus Saint-Raphaël | National       |
| Vincent Koziello      | France        | Milieu    | Premier contrat pro | 2018            | OGC Nice B               | CFA            |
| Saïd Benrahma         | Algérie       | Attaquant | Premier contrat pro | 2018            | OGC Nice B               | CFA            |
| Départs               |               |           |                     |                 |                          |                |
| Jordan Amavi          | France        | Défenseur | Transfert           | 2019            | Aston Villa FC           | Premier League |
| Éric Bauthéac         | France        | Attaquant | Transfert           | 2018            | LOSC Lille               | Ligue 1        |
| Neal Maupay           | France        | Attaquant | Transfert           | 2019            | AS Saint-Étienne         | Ligue 1        |
| Joris Delle           | France        | Gardien   | Transfert           | 2017            | RC Lens                  | Ligue 2        |
| Carlos Eduardo        | Brésil        | Milieu    | Retour de prêt      | ?               | FC Porto                 | Liga NOS       |
| Didier Digard         | France        | Milieu    | Libre               | 2018            | Bétis Séville            | Liga BBVA      |
| Lloyd Palun           | Gabon         | Défenseur | Libre               | 2018            | Red Star FC              | Ligue 2        |
| Fabien Dao Castellana | France        | Attaquant | Libre               | ?               | EFC Fréjus Saint-Raphaël | National       |
| Xavier Pentecôte      | France        | Attaquant | Libre               | ?               | Pau FC                   | CFA            |
| Souleymane Diawara    | Sénégal       | Libre     | Libre               | Fin de carrière | -                        | -              |
| Moussa M'Bow          | Sénégal       | Défenseur | Libre               | Sans club       | -                        | -              |
| Valentin Eysseric     | France        | Milieu    | Prêt avec OA        | 2016            | AS Saint-Étienne         | Ligue 1        |
| Alexy Bosetti         | France        | Attaquant | Prêt sans OA        | 2016            | Tours FC                 | Ligue 2        |
| Lucas Rougeaux        | France        | Défenseur | Prêt sans OA        | 2016            | US Boulogne              | National       |
| Grégoire Puel         | France        | Défenseur | Résiliation         | 2017            | Le Havre AC              | Ligue 2        |

| Nom                  | Nationalité | Poste     | Transfert           | Fin du contrat | Provenance/Destination   | Division           |
| -------------------- | ----------- | --------- | ------------------- | -------------- | ------------------------ | ------------------ |
| Arrivées             |             |           |                     |                |                          |                    |
| Rémi Walter          | France      | Milieu    | Transfert           | 2020           | AS Nancy-Lorraine        | Ligue 2            |
| Alexy Bosetti        | France      | Attaquant | Retour de prêt      | 2017           | Tours FC                 | Ligue 2            |
| Dorian Caddy         | France      | Attaquant | Premier contrat pro | 2016           | OGC Nice B               | CFA                |
| Départs              |             |           |                     |                |                          |                    |
| Saïd Benrahma        | Algérie     | Attaquant | Prêt sans OA        | 2016           | SCO Angers               | Ligue 1            |
| Julien Vercauteren   | Belgique    | Milieu    | Prêt sans OA        | 2016           | KVC Westerlo             | Jupiler Pro League |
| Alexy Bosetti        | France      | Attaquant | Prêt sans OA        | 2016           | Sarpsborg 08 FF          | Tippeligaen        |
| Albert Rafetraniaina | Madagascar  | Milieu    | Prêt sans OA        | 2016           | Red Star                 | Ligue 2            |
| Bryan Constant       | France      | Attaquant | Prêt sans OA        | 2016           | EFC Fréjus Saint-Raphaël | National           |

## Saison 2015-2016

### Équipementier et sponsors
L'OGC Nice a pour équipementier la marque suisse Burrda.
Parmi les sponsors de l'OGC Nice figurent Les Mutuelles du Soleil, la métropole Nice Côte d'Azur, Pizzorno Environnement, et la ville de Nice.
Pour la saison 2015-2016, Winamax devient sponsor de l'OGC Nice. Le logo apparaîtra sur le short des joueurs.

### Derbys de la saison

#### Championnat
| Club                   | Aller       | Total | Retour      | Club         |
| ---------------------- | ----------- | ----- | ----------- | ------------ |
| OGC Nice               | 1 - 2 (J1)  | 1 - 3 | 0 - 1 (J25) | AS Monaco FC |
| SC Bastia              | 1 - 3 (J6)  | 3 - 3 | 2 - 0 (J28) | OGC Nice     |
| Gazélec Ajaccio        | 3 - 1 (J11) | 3 - 4 | 0 - 3 (J31) | OGC Nice     |
| Olympique de Marseille | 0 - 1 (J13) | 1 - 2 | 1 - 1 (J26) | OGC Nice     |

### Classements

#### Général
| Rang | Équipe                      | Pts | J  | G  | N  | P  | Bp  | Bc | Diff |
| ---- | --------------------------- | --- | -- | -- | -- | -- | --- | -- | ---- |
| 1    | Paris Saint-Germain FCT'S'L | 96  | 38 | 30 | 6  | 2  | 102 | 19 | +83  |
| 2    | Olympique lyonnais          | 65  | 38 | 19 | 8  | 11 | 67  | 45 | +22  |
| 3    | AS Monaco FC                | 65  | 38 | 17 | 14 | 7  | 57  | 50 | +7   |
| 4    | OGC Nice                    | 63  | 38 | 18 | 9  | 11 | 58  | 41 | +17  |
| 5    | Lille OSC                   | 60  | 38 | 15 | 15 | 8  | 39  | 27 | +12  |
| 6    | AS Saint-Étienne            | 58  | 38 | 17 | 7  | 14 | 42  | 37 | +5   |
| 7    | SM Caen                     | 54  | 38 | 16 | 6  | 16 | 39  | 52 | -13  |
| 8    | Stade rennais               | 52  | 38 | 13 | 13 | 12 | 52  | 54 | -2   |
| 9    | Angers SCOP                 | 50  | 38 | 13 | 11 | 13 | 38  | 35 | +3   |
| 10   | SC Bastia                   | 50  | 38 | 14 | 8  | 16 | 36  | 42 | -6   |
| 11   | Girondins de Bordeaux       | 50  | 38 | 12 | 14 | 12 | 50  | 57 | -7   |
| 12   | Montpellier HSC             | 49  | 38 | 14 | 7  | 17 | 49  | 47 | +2   |
| 13   | Olympique de Marseille      | 48  | 38 | 10 | 18 | 10 | 48  | 42 | +6   |
| 14   | FC Nantes                   | 48  | 38 | 12 | 12 | 13 | 33  | 43 | -10  |
| 15   | FC Lorient                  | 46  | 38 | 11 | 13 | 14 | 47  | 58 | -11  |
| 16   | EA Guingamp                 | 44  | 38 | 11 | 11 | 15 | 45  | 53 | -8   |
| 17   | Toulouse FC                 | 40  | 38 | 8  | 14 | 16 | 45  | 55 | -10  |
| 18   | Stade de Reims              | 39  | 38 | 10 | 9  | 19 | 44  | 57 | -13  |
| 19   | GFC AjaccioP                | 37  | 38 | 8  | 13 | 17 | 37  | 58 | -21  |
| 20   | ES Troyes ACP               | 18  | 38 | 3  | 9  | 26 | 28  | 83 | -55  |

#### Domicile et extérieur
Source : Classement domicile et Classement extérieur sur LFP.fr.

| Rang | Équipe                 | Pts | J  | G  | N  | P  | Bp | Bc | Diff |
| ---- | ---------------------- | --- | -- | -- | -- | -- | -- | -- | ---- |
| 1    | Paris Saint-Germain FC | 48  | 19 | 15 | 3  | 1  | 59 | 12 | +47  |
| 2    | Olympique lyonnais     | 40  | 19 | 13 | 4  | 3  | 42 | 16 | +26  |
| 3    | OGC Nice               | 38  | 19 | 12 | 2  | 5  | 32 | 16 | +16  |
| 4    | AS Monaco FC           | 36  | 19 | 10 | 6  | 3  | 30 | 20 | +10  |
| 5    | SC Bastia              | 35  | 19 | 11 | 2  | 6  | 23 | 14 | +9   |
| 6    | AS Saint-Étienne       | 34  | 19 | 10 | 4  | 5  | 25 | 15 | +10  |
| 7    | Lille OSC              | 33  | 19 | 9  | 5  | 4  | 21 | 11 | +10  |
| 8    | Girondins de Bordeaux  | 31  | 19 | 8  | 7  | 4  | 27 | 20 | +7   |
| 9    | SM Caen                | 30  | 19 | 9  | 3  | 7  | 19 | 23 | -4   |
| 10   | FC Nantes              | 29  | 19 | 8  | 5  | 6  | 20 | 20 | 0    |
| 11   | FC Lorient             | 28  | 19 | 7  | 7  | 5  | 26 | 21 | +5   |
| 12   | Montpellier HSC        | 27  | 19 | 9  | 0  | 10 | 26 | 23 | +3   |
| 13   | Stade de Reims         | 26  | 19 | 7  | 5  | 7  | 28 | 23 | +5   |
| 14   | Angers SCO             | 26  | 19 | 6  | 8  | 5  | 20 | 15 | +5   |
| 15   | Toulouse FC            | 25  | 19 | 6  | 7  | 6  | 29 | 21 | +8   |
| 16   | En Avant de Guingamp   | 25  | 19 | 6  | 7  | 6  | 31 | 28 | +3   |
| 17   | Stade rennais FC       | 24  | 19 | 6  | 7  | 6  | 25 | 25 | 0    |
| 18   | GFC Ajaccio            | 22  | 19 | 5  | 7  | 7  | 23 | 32 | -9   |
| 19   | Olympique de Marseille | 20  | 19 | 3  | 11 | 5  | 27 | 24 | +3   |
| 20   | ESTAC Troyes           | 10  | 19 | 1  | 7  | 11 | 13 | 36 | -23  |

| Rang | Équipe                 | Pts | J  | G  | N | P  | Bp | Bc | Diff |
| ---- | ---------------------- | --- | -- | -- | - | -- | -- | -- | ---- |
| 1    | Paris Saint-Germain FC | 48  | 19 | 15 | 3 | 1  | 43 | 7  | +36  |
| 2    | AS Monaco FC           | 29  | 19 | 7  | 8 | 4  | 27 | 31 | -4   |
| 3    | Olympique de Marseille | 28  | 19 | 7  | 7 | 5  | 21 | 18 | +3   |
| 4    | Lille OSC              | 27  | 19 | 6  | 9 | 4  | 18 | 16 | +2   |
| 5    | Stade rennais FC       | 27  | 19 | 7  | 6 | 6  | 27 | 29 | -2   |
| 6    | OGC Nice               | 25  | 19 | 6  | 7 | 6  | 26 | 25 | +1   |
| 7    | Olympique lyonnais     | 25  | 19 | 7  | 4 | 8  | 25 | 27 | -2   |
| 8    | Angers SCO             | 24  | 19 | 7  | 3 | 9  | 20 | 23 | -3   |
| 9    | AS Saint-Étienne       | 24  | 19 | 7  | 3 | 9  | 17 | 22 | -5   |
| 10   | SM Caen                | 24  | 19 | 7  | 3 | 9  | 20 | 29 | -9   |
| 11   | Montpellier HSC        | 22  | 19 | 5  | 7 | 7  | 23 | 24 | -1   |
| 12   | FC Nantes              | 19  | 19 | 4  | 7 | 8  | 13 | 24 | -11  |
| 13   | En Avant de Guingamp   | 19  | 19 | 5  | 4 | 10 | 16 | 28 | -12  |
| 14   | Girondins de Bordeaux  | 19  | 19 | 4  | 7 | 8  | 23 | 37 | -14  |
| 15   | FC Lorient             | 18  | 19 | 4  | 6 | 9  | 21 | 37 | -16  |
| 16   | GFC Ajaccio            | 15  | 19 | 3  | 6 | 10 | 14 | 26 | -12  |
| 17   | SC Bastia              | 15  | 19 | 3  | 6 | 10 | 13 | 28 | -15  |
| 18   | Toulouse FC            | 15  | 19 | 3  | 6 | 10 | 16 | 34 | -18  |
| 19   | Stade de Reims         | 13  | 19 | 3  | 4 | 12 | 16 | 34 | -18  |
| 20   | ESTAC Troyes           | 8   | 19 | 2  | 2 | 15 | 15 | 47 | -32  |

#### Résultats par journée
| Journée   | 01  | 02  | 03 | 04  | 05  | 06 | 07 | 08 | 09 | 10 | 11 | 12 | 13 | 14 | 15 | 16 | 17 | 18 | 19 | 20 | 21 | 22 | 23 | 24 | 25 | 26 | 27 | 28 | 29 | 30 | 31 | 32 | 33 | 34 | 35 | 36 | 37 | 38 |
| --------- | --- | --- | -- | --- | --- | -- | -- | -- | -- | -- | -- | -- | -- | -- | -- | -- | -- | -- | -- | -- | -- | -- | -- | -- | -- | -- | -- | -- | -- | -- | -- | -- | -- | -- | -- | -- | -- | -- |
| Terrain   | D   | E   | D  | E   | D   | E  | D  | E  | D  | E  | E  | D  | E  | D  | E  | E  | D  | E  | D  | E  | D  | D  | E  | D  | E  | D  | E  | D  | D  | E  | D  | E  | D  | E  | D  | E  | D  | E  |
| Résultats | D   | N   | V  | N   | D   | V  | V  | V  | D  | V  | D  | N  | V  | V  | D  | N  | D  | N  | V  | N  | V  | V  | D  | V  | D  | N  | N  | D  | V  | V  | V  | D  | V  | N  | V  | D  | V  | V  |
| Points    | 0   | 1   | 4  | 5   | 5   | 8  | 11 | 14 | 14 | 17 | 17 | 18 | 21 | 24 | 24 | 25 | 25 | 26 | 29 | 30 | 33 | 36 | 36 | 39 | 39 | 40 | 41 | 41 | 44 | 47 | 50 | 50 | 53 | 54 | 57 | 57 | 60 | 63 |
| Place     | 16e | 13e | 9e | 10e | 15e | 9e | 8e | 7e | 8e | 5e | 6e | 8e | 6e | 4e | 6e | 5e | 7e | 5e | 5e | 4e | 5e | 3e | 4e | 3e | 3e | 3e | 3e | 5e | 5e | 3e | 3e | 6e | 4e | 4e | 4e | 5e | 4e | 4e |

Source : lfp.fr (Ligue de football professionnel)
Terrain : D = Domicile ; E = Extérieur. Résultat : D = Défaite ; N = Nul ; V = Victoire.

### Statistiques diverses

#### Meilleurs buteurs
Ligue 1
|    | Buteur                 | Buts |
| -- | ---------------------- | ---- |
| 1  | Hatem Ben Arfa         | 17   |
| 2  | Valère Germain         | 14   |
| 3  | Alassane Pléa          | 6    |
| 4  | Vincent Koziello       | 3    |
| 5  | Jean Seri              | 3    |
| 6  | Mahamane Traoré        | 2    |
| 7  | Saïd Benrahma (Angers) | 2    |
| 8  | Mickaël Le Bihan       | 1    |
| 9  | Olivier Boscagli       | 1    |
| 10 | Nampalys Mendy         | 1    |

Coupe de la Ligue
|   | Buteur          | Buts |
| - | --------------- | ---- |
| 1 | Alexandre Mendy | 4    |

Coupe de France
|   | Buteur          | Buts |
| - | --------------- | ---- |
| 1 | Alexandre Mendy | 1    |
| 2 | Hatem Ben Arfa  | 1    |

#### Meilleurs passeurs
Ligue 1
|    | Passeur           | Passes |
| -- | ----------------- | ------ |
| 1  | Valère Germain    | 6      |
| 2  | Hatem Ben Arfa    | 6      |
| 3  | Jean Seri         | 4      |
| 4  | Alassane Pléa     | 2      |
| 5  | Ricardo Pereira   | 2      |
| 6  | Wallyson Mallmann | 2      |
| 7  | Jérémy Pied       | 2      |
| 8  | Nampalys Mendy    | 1      |
| 9  | Vincent Koziello  | 1      |
| 10 | Mickaël Le Bihan  | 1      |
| 11 | Olivier Boscagli  | 1      |
| 12 | Mahamane Traoré   | 1      |

#### Aiglon du mois
Chaque mois, les internautes élisent le meilleur joueur du mois écoulé sur le site officiel du club.
| Mois      | Joueur             |
| --------- | ------------------ |
| Août      | Hatem Ben Arfa     |
| Septembre | Hatem Ben Arfa (2) |
| Octobre   | Yoan Cardinale     |
| Novembre  | Jérémy Pied        |
| Décembre  | Yoan Cardinale (2) |
| Janvier   | Vincent Koziello   |
| Février   | Paul Baysse        |
| Mars      | Hatem Ben Arfa (3) |
| Avril     | Valère Germain     |
| Mai       | Non désigné        |

### Autres

#### Buts
- Premier but de la saison : Valère Germain   7e lors de OGC Nice - AS Monaco FC, le 8 août 2015.
- Premier penalty : Hatem Ben Arfa   6e (pen.) lors de ES Troyes AC - OGC Nice, le 15 août 2015.
- Premier doublé : Hatem Ben Arfa à la   68e puis à la   75e lors de OGC Nice - Girondins de Bordeaux, le 23 septembre 2015.
- Premier triplé : Hatem Ben Arfa à la   33e (pen.) puis à la   40e et à la   56e lors de OGC Nice - Stade rennais, le 10 avril 2016.
- But le plus rapide d'une rencontre : Alassane Pléa   2e lors de EA Guingamp - OGC Nice, le 14 mai 2016.
- But le plus tardif d'une rencontre : Saïd Benrahma   90+4e lors de SC Bastia - OGC Nice, le 19 septembre 2015.
- Plus grande marge : 5 buts
  - OGC Nice 6 - 1 Girondins de Bordeaux, le 23 septembre 2015.
- Plus grand nombre de buts marqués : 6 buts
  - OGC Nice 6 - 1 Girondins de Bordeaux, le 23 septembre 2015.
- Plus grand nombre de buts marqués en une mi-temps : 4 buts
  - OGC Nice 6 - 1 Girondins de Bordeaux, le 23 septembre 2015.

#### Discipline
- Premier carton jaune : Olivier Boscagli  14e lors de OGC Nice - AS Monaco FC, le 8 août 2015.
- Premier carton rouge : Olivier Boscagli   44e lors de OGC Nice - AS Monaco FC, le 8 août 2015.
- Carton jaune le plus rapide : Valère Germain  8e lors de AS Monaco FC - OGC Nice, le 6 février 2016.
- Carton jaune le plus tardif : Ricardo Pereira  90+3e lors de AS Monaco FC - OGC Nice, le 6 février 2016.
- Carton rouge le plus rapide : Mouez Hassen   29e lors de Toulouse FC - OGC Nice, le 28 novembre 2015.
- Carton rouge le plus tardif : Maxime Le Marchand   82e lors de AS Saint-Étienne - OGC Nice, le 27 septembre 2015.

- Plus grand nombre de cartons jaunes dans un match :  10 cartons (Nabil Dirar, Danijel Subašić, Bernardo Silva et João Moutinho pour Monaco, Valère Germain, Yoan Cardinale, Vincent Koziello, Maxime Le Marchand, Jérémy Pied et Ricardo Pereira pour Nice) lors de AS Monaco FC - OGC Nice, le 6 février 2016.
- Plus grand nombre de cartons rouges dans un match : 2 cartons (Kévin Malcuit et Franck Tabanou pour Saint-Étienne) lors de OGC Nice - AS Saint-Étienne, le 7 mai 2016.